# Prima battaglia di Murfreesboro
La prima battaglia di Murfreesboro è stata un episodio della campagna del Kentucky della guerra di secessione americana.

## Contesto
Il 10 giugno 1862 il maggiore generale Don Carlos Buell, comandante Armata dell'Ohio, iniziò la sua avanzata verso Chattanooga. Qualche giorno prima infatti il brigadiere generale nordista James S. Negley era giunto nei pressi della città e il governo confederato aveva inviato Nathan Bedford Forrest a difesa della città.
All'inizio di luglio, la cavalleria sudista, sotto il comando di Forrest e del colonnello John Hunt Morgan, partendo da Chattanooga compivano dei raid nel Tennessee e nel Kentucky.
Uno di questi raid fu diretto verso la città di Murfreesboro.

## La battaglia
Il 9 luglio 1862 Forrest partì da Chattanooga alla testa di due reggimenti di cavalleria, a cui si unirono lungo il tragitto altri due reparti, portando così le sue forze a 1 400 uomini, alla volta di Murfreesboro, un importante snodo ferroviario, dove era dislocata una guarnigione di soldati nordisti sotto il comando del brigadiere generale Thomas Turpin Crittenden.
All'alba del 13 luglio Forrest sorprese i nordisti a Woodbury Pikee proseguì rapidamente raggiungendo il carcere e il palazzo di giustizia della città. Entro il pomeriggio le unità nordiste si erano arrese.

## Conseguenze
I confederati distrussero la maggior parte degli approvvigionamenti nordisti e la linea ferroviaria, rallentando così l'arrivo dell'esercito nordista a Chattanooga.